# Tecklenburg-Schwerin

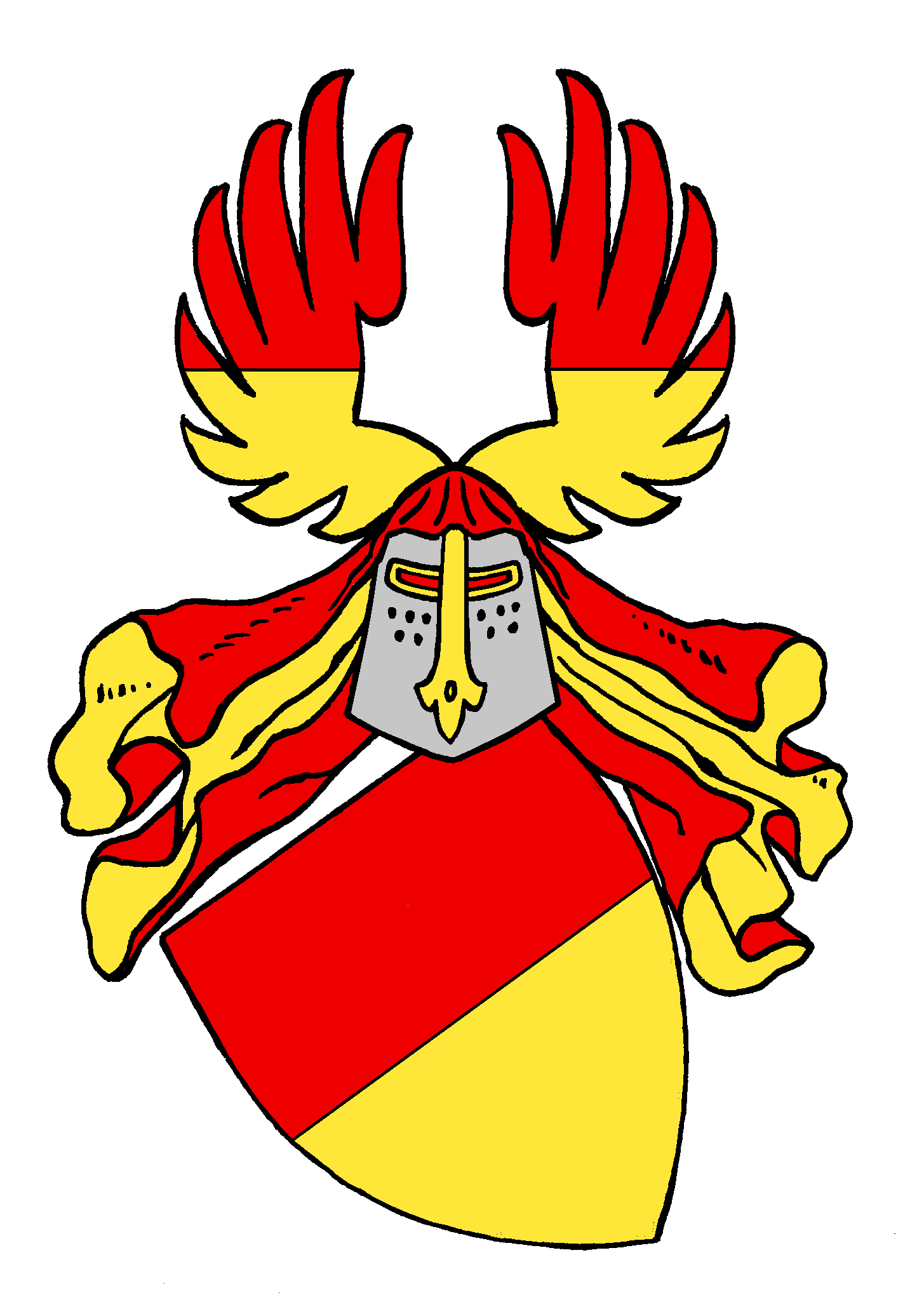
Stammwappen der Grafen von Schwerin mit der ursprünglichen Helmzier

Das Grafenhaus Tecklenburg-Schwerin entstand durch eine eheliche Verbindung der Richardis, Erbtochter des Grafen Otto IV. von Tecklenburg-Bentheim, mit Gunzelin VI. von Schwerin. Durch das Aussterben der Grafen von Tecklenburg-Bentheim im Mannesstamm fiel die Grafschaft Tecklenburg über diese Ehe an die Grafen von Schwerin-Wittenburg. Beider Sohn Nikolaus I. war dann von 1356 bis 1356, Graf von Tecklenburg. Der letzte Graf aus dem Haus Tecklenburg-Schwerin war Konrad, der als erster Landesherr die Reformation in Westfalen einführte. Seine Erbtochter Anna begründete mit Eberwin III. von Bentheim-Steinfurt ä.L. das Haus Bentheim-Tecklenburg.

## Stammliste
1. Nikolaus I., († nach 1367), Graf von Tecklenburg (1356–1356), ⚭1 Helene von Oldenburg-Altbruchhausen, Tochter von Otto Graf von Oldenburg-Altbruchhausen († nach 1351) und Oda († 1326); ⚭2 NN von Diepholz
  1. (ex 1) Otto V., Graf von Tecklenburg (1360–1388), ⚭ Adelheid (Eilika) zur Lippe († 1380), Tochter des Bernhard zur Lippe auf Rheda († vor 1365) und der Richarda von der Mark
    1. Nikolaus II. (1388–1426), ⚭ Elisabeth (Anna) von Moers († 1430), Tochter von Friedrich III. Graf von Moers († 1417/1418)
      1. Otto VI. († 1450/nach 1452), ⚭1 um 1428 Ermengard von Hoya-Nienburg, Tochter des Grafen Erich I. von Hoya (1370–1426) und Helene von Braunschweig-Lüneburg († 1373); ⚭2 Aleidis von Plesse, Tochter von Gottschalk VIII. von Plesse und Elisabeth von Honstein
        1. (ex 1) Nikolaus III. († 1508), ⚭ Mechthild von Bergh-'s Heerenberg, Tochter von Wilhelm II. Graf von Bergh (1404–1465) und Luitgarde von Bentheim († 1445) 
          1. Otto VII. (1493–1534), ⚭ vor 1499 Ermgard von Rietberg († 1540), Tochter von Johann I. Graf von Rietberg († 1516) und Margarethe zur Lippe 
            1. Konrad (1534–1557), ⚭ 1527 Mechthild von Hessen († 1558), Tochter von Landgraf Wilhelm I. (1466–1515) und Anna von Braunschweig (1460–1520)
              1. Anna (1557–1580), ⚭ 1553 Eberwin III. von Bentheim-Steinfurt (1553–1561)

            2. Otto
            3. Wilhelm
            4. Nikolaus († 1534)
            5. Anna († 1554), ⚭ 1530 Philipp von Solms-Braunfels (1494–1581)
            6. Elisabeth, ⚭ 1550 Ludwig Albrecht Graf von Beichlingen († 1557)
            7. Irmgard von Tecklenburg
            8. Katharina von Tecklenburg, Äbtissin im Essen
            9. Jaqueline von Tecklenburg, Äbtissin im Vreden
            10. Margarethe von Tecklenburg

          2. Nikolaus IV. († 1541), Graf von Lingen
          3. Elisabeth († um 1499), ⚭ 1465 Otto IV. Graf von Waldeck-Landau († 1495)
          4. Amalie

        2. (ex 1) Adelheid († 1477), ⚭ 1453 Gerhard IV. Graf von Oldenburg (1430–1500)
        3. (ex 2) Otto VIII. († 1493)
        4. (ex 2) Maria von Tecklenburg († 1493/1527), Äbtissin in Freckenhorst
        5. (ex 2) Anna († 1508), Äbtissin in Gerresheim

      2. Adelheid († 1428), ⚭ Wilhelm von Berg (1382–1428), Graf von Ravensberg, Fürstbischof von Paderborn

    2. Hedwig † nach 1417, ⚭ Gisbert X. von Bronckhorst († 1409)

  2. (ex 1) Richeza